# Turing Tarpit
Ein Turing Tarpit bzw. Turing tar-pit (dt. Turing-Teergrube) ist eine informelle Bezeichnung für eine Programmiersprache oder eine Schnittstelle, die zwei der markantesten Merkmale der universellen Turingmaschine aufweist: Sie ist hochflexibel, aber schwer zu bedienen, da dem Benutzer nur sehr wenige Möglichkeiten zur Verfügung stehen, also in der Lage, jede berechenbare Funktion zu implementieren, wie es die Turing-Vollständigkeit definiert, aber in der Praxis extrem schwierig und unpraktisch zu verwenden ist. Der Begriff wurde im Jahre 1982 durch den Informatiker Alan J. Perlis geprägt, der in seinen Epigrams on Programming schrieb „54. Beware of the Turing Tarpit in which everything is possible but nothing of interest is easy.“ Ein Turing Tarpit illustriert das Spannungsverhältnis zwischen theoretischer Mächtigkeit und praktischer Nutzbarkeit: Nur weil ein System theoretisch alles lösen kann, bedeutet das nicht, dass es auch praktisch ist, es für echte Probleme zu verwenden.

## Merkmale
- Universell berechenbar: Eine solche Sprache kann theoretisch alles berechnen, was eine Turing-Maschine berechnen kann.
- Extreme Einfachheit: Die Sprachkonstrukte sind so minimalistisch, dass der Code zwar in der Theorie mächtig ist, aber extrem komplex und schwer lesbar wird, wenn man versucht, reale Probleme zu lösen.
- Fehlende Abstraktionen: Turing Tarpits bieten in der Regel wenig oder keine höheren Abstraktionen, was bedeutet, dass Programmierer viele Details selbst verwalten müssen, was zu fehleranfälligem Code führt.
- Unnatürliche Syntax: Die Syntax dieser Sprachen ist oft unintuitiv und schwer zu lesen, was das Schreiben und Verstehen von Programmen erschwert.